# Elezioni federali nella Confederazione Tedesca del Nord dell'agosto 1867
Le elezioni federali per il Reichstag della Confederazione Tedesca del Nord si tennero il 31 agosto 1867, con ballottaggio nelle settimane successive. Il partito Nazionale Liberale si confermò come partito principale, ottenendo 81 seggi. Queste furono le prime e ultime elezioni della confederazione. Nel luglio 1870 i membri del Reichstag decisero di non indire nuove elezioni durante la guerra franco-prussiana, nonostante il mandato di 3 anni.

## Sistema elettorale
La confederazione venne suddivisa in 297 circoscrizioni elettorali uninominali, di cui 236 in Prussia. Tutti gli uomini di età superiore ai 35 anni e che non beneficiassero di aiuti pubblici poterono votare.

## Risultati
| Partito                                               | seggi |
| ----------------------------------------------------- | ----- |
| Partito Nazionale Liberale                            | 81    |
| Partito Conservatore Tedesco                          | 66    |
| Libero Partito Conservatore                           | 34    |
| Partito Progressista Tedesco                          | 29    |
| Associazione per la costituzione dello Stato federale | 21    |
| Vecchi liberali                                       | 15    |
| Libera associazione                                   | 13    |
| Regionalisti polacchi                                 | 11    |
| Liberali indipendenti                                 | 9     |
| Conservatori indipendenti                             | 7     |
| Regionalisti Danesi                                   | 1     |
| Partito popolare sassone                              | 3     |
| Altre liste                                           | 4     |
| Totale                                                | 382   |